# GAKU-MC
GAKU-MC（ガクエムシー、1970年10月6日 - ）は、日本のラッパー、ミュージシャン。ギターを弾きながらラップする独自のスタイル。ソロ活動と並行し桜井和寿（Mr.Children）とのユニット、ウカスカジーとしても活動。ヒップホップユニット、EAST END（現在活動休止中）のMC。RHYMESTERが主宰するFUNKY GRAMMAR UNITの最古参メンバーでもある。東京都保谷市（現在の西東京市）出身。テンプル大学卒業。

## 人物
「全ての創作活動の中でステージが一番好き」と公言する。アコースティック・ギターを弾きながらのソロスタイル、バンドやユニットでのライブなど、スタイルにとらわれないステージを展開。現在はトラディショナルなHIP HOPをベースに、アコースティック・ギターでの曲作り、録音も積極的に行っている。
自然環境問題に関心が高く、毎年静岡県つま恋で行われていたap bank Fesではライブ出演と平行し、スポークスマンとしても活動していた。
熱烈なサッカーファンである。同じくサッカーを愛するミュージシャン、桜井和寿（Mr.Children）とウカスカジーを結成。同時に音楽とフットボールを融合し、人と人を繋ぐことを目的とした団体 MIFA（Music Interact Football for All）を立ち上げる。
東日本大震災をきっかけにさまざまなボランティア、復興活動に従事。自身でもキャンドルと音楽で日本を元気にする為のライブイベント“アカリトライブ”を立ち上げ、定期的にイベントを開催している。

## 来歴
- 1990年、ROCK-Tee、高校1年生のときに同じクラスだったYOGGYと共に「EAST END」結成。当時の表記は「MC GAKU」。
- 1994年からは「EAST END×YURI」名義で活動し、一躍脚光を浴びる。
- 1996年、EAST END×YURIとしての活動を終了。
- 1998年、EAST ENDとしての活動を休止。
  - 同年12月、新潮社より、自伝的小説『僕は僕で誰かじゃない』を発表。これを皮切りに、翌1999年からソロ音楽活動を開始する。
- 2003年、EAST END期間限定で活動再開。
- 2007年5月22日、自身のブログで6年の交際を経て、一般女性との婚姻届を提出し結婚した事を報告した。
- 2007年、自身がオーガナイザーを務めるライブイベントFOOTMARKを開催、開始。タイトキックスというバンドを立ち上げ、出演アーティストのバックで演奏。自身もアコースティック・ギターで桜井和寿、Salyu、SOFFet、椎名純平等、多くの出演者とセッションをした。
- 2008年、長女が生まれたことをきっかけに子育てラップをホームページで展開。サイトにて音源付きブログを始める。
- 2011年
  - 東日本大震災発生後、ap bank fund for Japan のメンバーとして宮城県石巻市にてボランティア活動に従事した。
  - 長年所属した音楽事務所を独立、自ら音楽レーベルを立ち上げる。Rap＋Entertainment（ラップラスエンターテインメント）は“ラップで世界をプラスの方向に”を合い言葉に活動を開始。
  - ACOUSTIC CANDLE LIVE TOUR 2011 を開催。キャンピングカーに乗って日本一周の旅に出た。キャンドルの灯（あかり）と音楽で全国をリレーしながら、被災地の為に何かできることを考え、各エリアからのメッセージを届けるプロジェクト。北は札幌、南は九州。最終目的地福島では全国で集めたメッセージキャンドルフォルダーを一万個のキャンドルと共に灯した。翌日の四大新聞（読売、朝日、毎日、日経）では一面、または社会面で取り上げられる等、話題となる。
  - 独立後初となるアルバム『キュウキョク』は完全直販スタイル。CDを手に出来るのはLIVE会場のみ。もしくは本人にメールで注文し、音楽ファイルをオンラインストレージで受け取るという手法で音楽ソフト販売の新しい可能性を生み出した。また収録の全9曲全てのMusic Videoを製作し、話題となる。
  - 作家で自由人高橋歩出演、元俳優小橋賢児監督によるドキュメンタリー映画『Don't Stop!』のテーマソングを作製。全国上映会にも帯同し、曲を披露した。
- 2012年
  - 「キャンドルの灯と音楽で心をつなごう」をテーマにakalitolive（アカリトライブ）を立ち上げ、3月19日に六本木ヒルズアリーナにてフリーライブを行う。キャンドルの提供はカメヤマキャンドルハウス。
  - 全曲のPVを収録したDVDとの2枚組アルバム『キュウキョク2（ジジョウ）』を全国流通版として発売。
  - 音楽とフットボールの融合団体MIFAを立ち上げる。11月15日、第1回のイベント「SHIBUYA CUP」をO-Eastにて開催。（ゲスト：宮田和弥、伊藤ふみお、福西崇史、土屋礼央、他）
  - 2012年12月12日、『Mic check 1,2,1,2,1,2（ワンツーワンツーワンツー）』と題し、自身3年半ぶりとなるワンマンLIVEをDUO MUSIC EXCHANGEにて行う。
- 2013年
  - 3月20日、桜井和寿とのユニット、ウカスカジーを発表。シングル「でも、手を出すな!」を配信限定発売。
  - 独立後2枚目のアルバム『ALL YOU NEED IS RAP』を発売。
  - 5月2日、MIFA主催の第3回目イベント「YOYOGI CUP」を国立代々木第二体育館にて開催。UKASUKA-Gとして公の場で初のパフォーマンスを行う。
- 2014年
  - 4月、初のベスト盤『THE BEST "GRADATION"』販売。
  - MIFA主催「MIFA CUP 2014」を4月25・26日に大阪市中央体育館、5月22・23日に日本武道館にて開催。武道館での公演は自身初となる。
  - 5月、2014 FIFAワールドカップのサッカー日本代表公式応援ソングにウカスカジーとして発表した勝利の笑みを 君とが採用。
  - 5月25日、国立代々木競技場第一体育館にて行われた「夢を力に2014」サッカー日本代表壮行会に、ウカスカジーとしてシークレットゲスト出演。
- 2016年
  - 6月15日、7年ぶりとなるメジャーアルバム『ついてない1日の終わりに』を古巣のトイズファクトリーより発売。
  - 12月頭から年をまたいで2017年2月にかけて（約2ヶ月間）、家族（妻、娘二人）全員で世界一周の旅に出る。訪れた国は10カ国（中国、シンガポール、モーリシャス、フランス領レユニオン島、マダガスカル、モザンビーク、南アフリカ、ブラジル、アメリカ、メキシコ）。移動手段は船、飛行機、そしてアメリカ大陸ではキャンピングカー。
- 2017年
  - アカリトライブを東京国際フォーラム、福島、仙台、熊本、名古屋などで精力的に開催。多くのキャンドルフォルダーを引き続き集め、各地へ届ける活動を続けている。
  - ウカスカジーツアー2017 ポジティ部 VS グッジョ部。全7公演を成功させる。
  - 世界一周で撮りためた写真を使い、初の写真展を開催【GAKU-MC 旅写真展 トラベラーズソング 〜僕がいた場所、みた景色〜】
  - 自身のツアーをキャンピングカーにて行う。GAKU-MC Live & Talk Tour 2017 トラベラーズソング〜キャンピングカーであなたの街へ！〜。会場は日本全国14カ所。
- 2018年
  - ワールドカップイヤーを盛り上げるべく MIFA TV を再始動。桜井和寿とともにヨーロッパへ。長谷部誠、乾貴士、大迫勇也、浅野拓磨各選手と対談。
  - ウカスカジー『勝利の笑みを君と』が再びJFA公認サッカー日本代表公式応援歌に採用される。
  - 6月 最新アルバム 『Rappuccino』をトイズファクトリーより発表。
  - ウカスカジー初のホールツアー、日本のアンセム。全8公演を成功させる。
  - 2018ワールドカップロシア。ベルギー戦を自身で現地観戦。バックパックを背負い単独現地入り。ロシア ロストフ・アリーナ、日本ゴール裏で応援。その模様がNHKなどの放送に映り込み、話題となる。
  - ウカスカジー、GAKU-MCとして精力的に夏フェスに出演。
  - キャリア最長となる全国22カ所のツアーをキャンピングカーで行う。【〜キャンピングカーであなたの街へ GAKU-MC LIVE TOUR 2018 Rappuccino〜】

- 2019年
  - キャンピングカー協会アンバサダーに就任。
- 2022年
  - 6月ウカスカジーの「勝利の笑みを 君と ～日本サッカ ーのために～」がJFA 公認サッカー日本代表応援ソングに決議。
  - JAZZ ピアニストで友人のYoYo the "Pianoman" と共にJAZZ＆Rap の融合するツアーを敢行し、その際にリリースした配信コラボシングル「はじまりの予感 ～ Swing Rap Song ～」がJAZZ チャート1位を獲得。

- 2023年
  - 8月キャンピングカーに音楽機材や生活用品を詰め込んで、GAKU-MC一人で全国7箇所へツアーに出発するという「独ガク」を開催。同年12月より全国各地のミュージシャンとセッションをしながら、全国5箇所を巡る音楽ツアー「一期一会」を開催。

- 2024年
  - 2月自身が映像監督を務めたウカスカジーライブ＆トラベル映像作品『ウカスカジーの夢工場 ～TOUR "アディショナルタイム”～』をリリース。

- 環境省 森里川海アンバサダー 就任。
- 現在は年間約60 本のライブに出演する傍ら、レギュラーラジオ番組（J-WAVE）、TV 出演や作詞作曲など作品提供を行う。
- さらなるチャレンジを掲げ旅と音楽、そして大好きなフットボールをテーマに活動中。

## ディスコグラフィ

### シングル
|      | 発売日         | タイトル                   | レーベル                       | 備考               |
| ---- | -------------- | -------------------------- | ------------------------------ | ------------------ |
| 1st  | 1999年2月20日  | 僕は僕で誰かじゃない       | アンティノスレコード           |                    |
| 2nd  | 1999年8月21日  | クロール                   | アンティノスレコード           |                    |
| 3rd  | 2000年1月26日  | ハタラコウ                 | アンティノスレコード           |                    |
| 4th  | 2000年3月8日   | クロスワード               | アンティノスレコード           |                    |
| 5th  | 2000年8月2日   | 25℃に保たれた街            | アンティノスレコード           |                    |
| 6th  | 2000年11月1日  | ラッシュアワー             | アンティノスレコード           | オリコン最高97位   |
| 7th  | 2001年7月25日  | Life Music [Lovers MC MIX] | アンティノスレコード           |                    |
| 8th  | 2002年6月12日  | 昨日のNo, 明日のYes        | ワーナーミュージック・ジャパン |                    |
| 9th  | 2009年7月22日  | ハットリリック             | OORONG-SHA                     | タワーレコード限定 |
| 10th | 2015年6月24日  | 希望のアカリ               | Rap+Entertainment              |                    |
| 11th | 2015年11月25日 | LIFE IS A JOURNEY          | Rap+Entertainment              |                    |

ユニット名義
| 発売日         | タイトル                                      | レーベル           | ユニット名                         | 備考              |
| -------------- | --------------------------------------------- | ------------------ | ---------------------------------- | ----------------- |
| 2006年5月31日  | 手を出すな!                                   | トイズファクトリー | GAKU-MC / 桜井和寿 (Mr.Children)   |                   |
| 2009年10月21日 | 今日からみんなともだち 〜NO MUSIC, NO LIFE.〜 | OORONG-SHA         | GAKU-MC、ナイス橋本、ヨースケ@HOME | オリコン最高189位 |
| 2013年3月20日  | でも、手を出すな!                             | トイズファクトリー | UKASUKA-G（ウカスカジー）          | 配信限定          |
| 2014年5月22日  | 勝利の笑みを 君と                             | トイズファクトリー | ウカスカジー                       | 配信限定          |

### アルバム
|      | 発売日         | タイトル                  | レーベル                       | 備考                                                                                   |
| ---- | -------------- | ------------------------- | ------------------------------ | -------------------------------------------------------------------------------------- |
| 1st  | 2000年2月19日  | word music                | アンティノスレコード           | オリコン最高77位                                                                       |
| 2nd  | 2001年5月16日  | word music 2              | アンティノスレコード           | オリコン最高50位                                                                       |
| 3rd  | 2002年6月26日  | a day in the life         | ワーナーミュージック・ジャパン | オリコン最高48位                                                                       |
| 4th  | 2009年10月21日 | 世界が明日も続くなら      | トイズファクトリー             | オリコン最高177位                                                                      |
| 5th  | 2011年11月25日 | キュウキョク              | Rap+Entertainment              | 配信、ライブ会場限定盤                                                                 |
| 5th' | 2012年6月6日   | キュウキョク2（ジジョウ） | Rap+Entertainment              | 前作『キュウキョク』に全曲ミュージック・ビデオ収録のDVDを加えた2枚組セット。全国流通盤 |
| 6th  | 2013年5月1日   | ALL YOU NEED IS RAP       | Rap+Entertainment              |                                                                                        |
| BEST | 2014年4月23日  | THE BEST "GRADATION"      | Rap+Entertainment              | ベスト盤。オリコン最高240位                                                            |
| 7th  | 2016年6月15日  | ついてない1日の終わりに   | トイズファクトリー             | オリコン最高152位                                                                      |
| 8th  | 2018年6月6日   | Rappuccino                | トイズファクトリー             | オリコン最高199位                                                                      |
| 9th  | 2020年6月24日  | 立ち上がるために人は転ぶ  | トイズファクトリー             | オリコン最高199位                                                                      |

ユニット名義
| 発売日        | タイトル                 | レーベル           | ユニット名   | 備考     |
| ------------- | ------------------------ | ------------------ | ------------ | -------- |
| 2014年6月11日 | AMIGO                    | トイズファクトリー | ウカスカジー |          |
| 2016年7月13日 | Tシャツと私たち          | トイズファクトリー | ウカスカジー |          |
| 2019年8月19日 | 金色BITTER               | トイズファクトリー | ウカスカジー | 配信限定 |
| 2021年12月1日 | どんなことでも起こりうる | トイズファクトリー | ウカスカジー |          |

### 映像作品
|     | 発売日         | タイトル                        | レーベル          | 備考               |
| --- | -------------- | ------------------------------- | ----------------- | ------------------ |
| 1st | 2013年12月12日 | LIVE DVD Mic Check 1.2.1.2.1.2. | Rap+Entertainment | ライブ会場限定販売 |

ユニット名義
| 発売日        | タイトル                                               | レーベル           | ユニット名   | 備考 |
| ------------- | ------------------------------------------------------ | ------------------ | ------------ | ---- |
| 2020年6月24日 | ウカスカジーの大冒険 〜TOUR "WE ARE NOT AFRAID!!"〜    | トイズファクトリー | ウカスカジー |      |
| 2024年2月14日 | ウカスカジーの夢工場〜 TOUR “ アディショナルタイム” 〜 | トイズファクトリー | ウカスカジー |      |

### その他・客演
- Key of life featuring YUKI MORI & GAKU「ASAYAKEの中で」（1995年4月21日）
- 有里知花『Treasure The World』（2003年9月3日）
7. それぞれの浜辺で同じ月を見ている
- DJ YUTAKA『EPISODE 1』（2004年1月28日）
9. ユタカナリズム (feat. GAKU-MC)
- DJ TATSUTA『DYNAMITE』（2005年5月）
16. メルシーテレメカシーアリガトオブリガード (DJ TATSUTA feat. GAKU-MC from EASTEND)
- CHEMISTRY『Fo(u)r』（2005年11月16日）
12. Dance With Me (feat. GAKU-MC)
- オムニバス『横浜LOGOS presents JOYRIDE produced by DJ KOHNO（ケツメイシ） & DJ TATSUTA』（2005年9月7日）
12. お客様が神様です / DJ KOHNO（from ケツメイシ） feat. GAKU MC
- Bank Band with Great Artists & Mr.Children『ap bank fes '05』（2005年12月21日）
- オムニバス『MATCHY TRIBUTE 25th anniversary』（2006年1月1日）
3. 情熱☆熱風せれなーで - Low-Cuts feat. Lori Fine (COLDFEET) and GAKU-MC (from EASTEND)
- RHYMESTER 『HEAT ISLAND』（2006年3月9日）
18. ウィークエンド・シャッフル feat. MCU, RYO-Z, KREVA, CUEZERO, CHANNEL, KOHEI JAPAN, SU, LITTLE, ILMARI, GAKU-MC, SONOMI, PES, KIN, 童子-T
- Ukatrats FC「Win and Shine」（2006年5月24日）
- CHEMISTRY『ALL THE BEST』（2006年11月22日）
- :初回限定の特典DVDに出演。
- 登坂亮太『hopes』（2006年12月20日）
5. ミドリノトリ (feat. GAKU-MC)
- Bank Band with Great Artists『ap bank fes '06』（2006年12月20日）
- Bank Band『沿志奏逢2』（2008年1月16日）
3. 昨日のNo, 明日のYes
- Bank Band with Great Artists『ap bank fes '07』（2008年1月16日）
- SOFFet『NEW STANDARD』（2008年2月27日）
12. あなたのおかげです with GAKU-MC
- ユナイトバス『Get On Bus』（2008年3月12日）
5. きっと我が人生最悪の時 feat. GAKU-MC
- Bank Band with Great Artists『ap bank fes '08』（2009年2月16日）
- Bank Band with Great Artists『ap bank fes '09』（2010年4月21日）
- Bank Band with Great Artists『ap bank fes '10』（2011年7月6日）
- サカノウエヨースケ『AND』（2012年6月20日）
6. スーパーノヴァ feat. GAKU-MC
- A.F.R.O『7th』（2015年8月26日）
- :12. トライ＆エラー feat. GAKU-MC

### 作詞提供
- 藤井隆「ナンダカンダ」「アイモカワラズ」
- 大山百合香「春色」
- メロフロート「夢のカケラ」

## ミュージックビデオ
| 監督             | 曲名 |
| 板倉勝昌         | 「Life Music」                                                                                          |
| 大眉俊二         | 「もしもラッパーじゃなかったなら」                                                                      |
| 坂西伊作         | 「25℃に保たれた街」                                                                                     |
| 谷聰志×神風動画  | 「手を出すな！（GAKU-MC/桜井和寿）」                                                                    |
| 中西麻由子       | 「ナクスコトデシカ」                                                                                    |
| 春山DAVID祥一    | 「スタートライン」                                                                                      |
| ふじまるとあかね | 「夢の叶え方」                                                                                          |
| 吉岡天平         | 「ラッシュアワー」                                                                                      |
| 戸塚富士丸       | 「LIFE IS A JOURNEY」                                                                                   |
| 松永エイゾー     | 「トラベラーズソング」                                                                                  |
| 松永光明         | 「ついてない１日の終わりに」「オクスルコトナク」「家族日和」「その先へ行こう feat. KEI (きっとラット)」 |
| チェンコ塚越     | 「グッジョブ」                                                                                          |
| 不明             | 「クロール」「ハタラコウ」「昨日のNo,明日のYes」「僕は僕でだれかじゃない」「スタートライン」            |

## 主な出演作品

### バラエティ番組
- 電リク BEAT BOX（MXテレビ）
- WHAT’s up（2000年4月 - 9月、テレビ東京）
- サッカーアース（2006年4月 - 、日本テレビ）
- しゃべくりDJ GAKU-MCのミュージックアワー！！（2019年5月22日 - 、歌謡ポップスチャンネル） ※パーソナリティー[1]

### 舞台
- 僕たちの好きだった革命（KOKAMI@networkプロデュース）

### ラジオ
- MOVE THE CROWD（1999年4月 - 2002年9月、エフエム・ノースウェーブ）
- BEATS AFTER WORDS（2000年1月 - 2001年12月、 CROSS FM） ※当時のCROSS FMはエフエム九州
- ap bank radio! THE LAST WAVE（TOKYO-FM）
- GAKU-MCのガク問ノススメ（CROSS FM & FM NORTH WAVE） - 2009年10月のマンスリーレギュラー
- WORDS FROM THE FIELD （2013年4月 -、J-WAVE ） - 〜JK RADIO〜TOKYO UNITED内 6時32分から10分間のワンコーナー
- Radio Rap＋（2016年7月2日 - ベイエフエム）[2]
- ニッポン放送サッカースペシャル サッカーワールドカップロシア アジア最終予選（2016年 - 2017年、ニッポン放送）
- GAKU-MCのラジオグッジョブ（2019年10月 - 2020年3月）（エフエム・ノースウェーブ）

## 著書
- 僕は僕で誰かじゃない（1998年12月、新潮社）
- 世界が今夜終わるなら（2011年11月、A-Works）
- 人生にキャンピングカーを（2021年9月、A-Works）